# Пйотр Яблковський
Пйотр Яблковський (10 березня 1958 , Ополе ) — польський фехтувальник на шпагах, срібний призер Олімпійських ігор 1980 року.

## Виступи на Олімпіадах
| Олімпіада   | Дисципліна          | Місце |
| ----------- | ------------------- | ----- |
| Москва 1980 | індивідуальна шпага | 22    |
| Москва 1980 | командна шпага      | 2     |